# Akodon siberiae
Akodon siberiae là một loài động vật có vú trong họ Cricetidae, bộ Gặm nhấm. Loài này được Myers & Patton mô tả năm 1989.